# Saung
Saung (birm. စောင်းကောက် /sáʊnɡaʊʔ/; mon. စံၚ် /cɔŋ/; także: saung-gauk, harfa birmańska) – łukowata harfa używana w tradycyjnej muzyce birmańskiej.
Saung uważany jest za narodowy instrument muzyczny Birmańczyków. Jego unikatowość polega na niezwykle starej tradycji gry na nim oraz na tym, że ma to być jedyna dawna harfa używana nadal w Azji 

## Opis instrumentu
Saung klasyfikowany jest jako harfa łukowata pozioma, gdyż jego pudło rezonansowe położone jest bardziej poziomo niż w harfach europejskich, mających pionowe pudła rezonansowe. Główne elementy saunga to korpus, długa zagięta szyja wyrzeźbiona z korzenia drzewa, oraz listwa ze strunami przymocowana wzdłuż środka górnej powierzchni korpusu. Wierzch pudła rezonansowego pokryty jest polakierowaną grubo na czerwono i mocno naciągniętą jelenią skórą, w której wycięte są cztery małe, okrągłe otwory rezonansowe . Standardowe wymiary instrumentu wynoszą 80 × 16 x 16 cm . Zakończenie szyi instrumentu stanowi dekoracyjne przedstawienie liścia figowca. Cały korpus saunga zdobiony jest miką ("perłami z Mandalaj"), szkłem, pozłotą oraz czerwonym i czarnym lakierem. Podobnie udekorowany jest stojak harfy. Końce strun ozdobione są czerwonymi bawełnianymi frędzlami. Struny saunga wytwarzane są z jedwabiu bądź nylonu .
Trzynaście do szesnastu strun saunga zakręca w górę od listwy na korpusie do mocowań na dolnej powierzchni wygiętej szyi instrumentu. Strojenie instrumentu odbywało się tradycyjnie poprzez skręcanie i ustawianie mocowań strun. Produkowane obecnie harfy wyposażone są w stroiki albo kołki stroikowe, co czyni strojenie znacznie łatwiejszym. Także tradycyjne jedwabne struny zostały wyparte przez struny nylonowe, choć wciąż można spotkać harfy ze strunami wykonanymi z jedwabiu.
Pełnej wielkości saung mierzy około 80 cm długości, 16 cm szerokości i 16 cm głębokości, a łuk wznosi się około 60 cm ponad korpus. Dla drobniejszych harfistów budowane są harfy o mniejszych rozmiarach.
Podczas gry harfista siedzi na podłodze z harfą spoczywającą na kolanach i skierowaną łukiem w stronę lewą . Struny potrącane są palcami prawej ręki od strony zewnętrznej. Ręka lewa używana jest do wyciszania strun dla uzyskania czystszego dźwięku oraz grania staccato. Dźwięki tłumione uzyskiwane są poprzez ucisk lewego kciuka na strunę od strony harfisty i zwiększenie jej napięcia.

## Historia

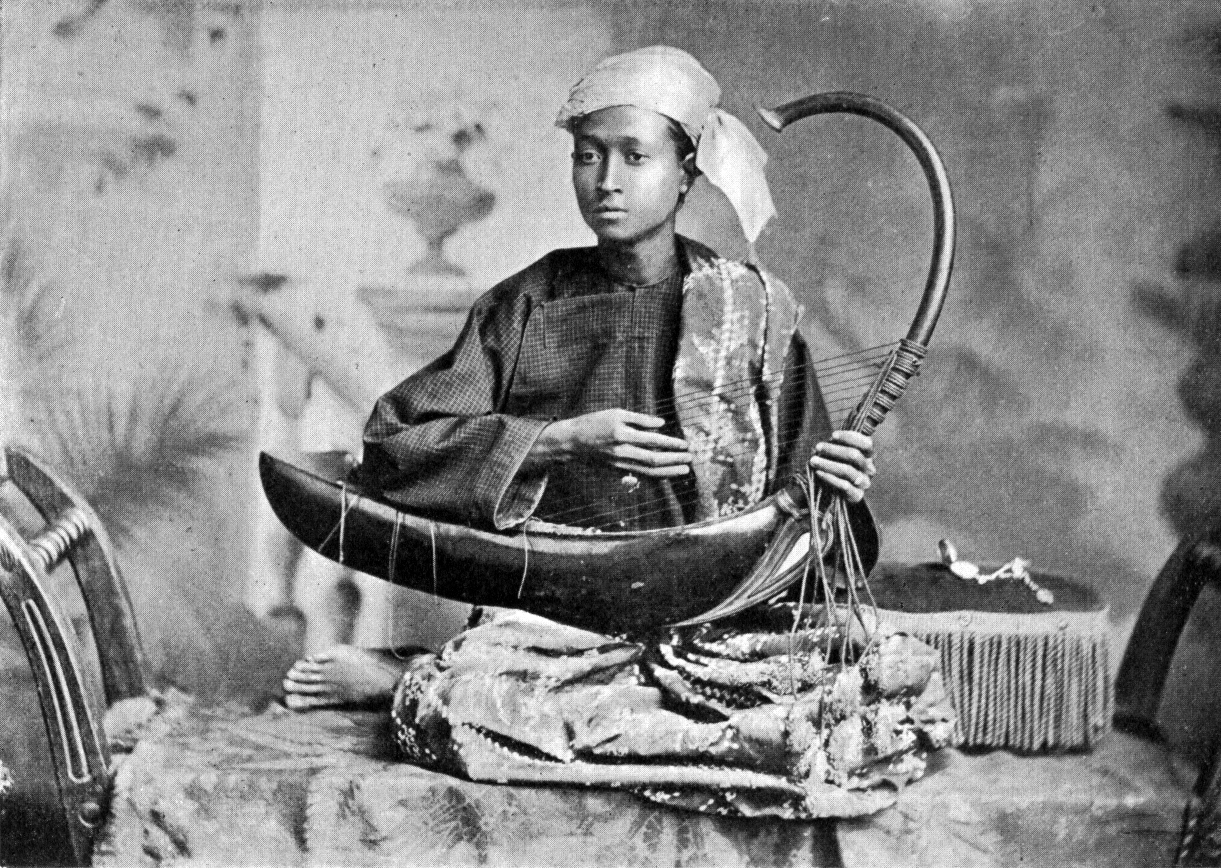
Harfista w roku 1900.

Saung jest instrumentem pochodzącym z bardzo dalekiej przeszłości. Opierając się na danych archeologicznych w postaci reliefów z birmańskich świątyń przedstawiających harfy o długich szyjach bardzo podobne do tych z wizerunków odkrytych w Bengalu, można przypuszczać, że saung mógł dotrzeć na tereny dzisiejszej Birmy już około roku 500 po Chr. z południowo-wschodnich Indii. Najstarsze znalezisko archeologiczne związane z saungiem pochodzi ze świątyni Bawbawgyi znajdującej się na terenie Śrikszetra – dawnego królestwa ludu Pyu w pobliżu współczesnego miasta Pyain. W miejscu tym znajdują się rzeźbione dekoracje, a wśród nich obraz łukowatej harfy z około pięcioma strunami w scenie przedstawiającej muzyków i tancerza. Obiekt ten jest datowany na początek VIII stulecia po Chr. Chińskie kroniki z tego okresu wspominają o muzykach Pyu grających na łukowatych harfach. Od tego czasu saung był ciągle używany i wspominany w wielu kronikach i innych tekstach. Birmańskie słowo "saung" oznaczające harfę znaleźć można w napisach na ścianach świątyń Paganu, podobnie jak i graficzne przedstawienia instrumentu.
Najstarszy poetycki tekst pieśni w języku birmańskim pochodzi z początku XIV wieku, choć nie przetrwała stworzona dla niego muzyka. Istnieją domniemania, iż tekst ten śpiewany był z towarzyszeniem harfy, gdyż opowiada on o oblężeniu Myinsaing, a "Myinsaing" jest nazwą jednej z granych także współcześnie klasycznych form muzycznych i tonacji.
Saung skorzystał na kulturalnym renesansie ery Konbaung (1752–1885). Gdy birmański król Hsinbyushin podbił Królestwo Ayutthayi, powracając do domu zabrał ze sobą wielu syjamskich dworzan. Przebywający w niewoli syjamscy aktorzy i muzycy wzbogacili birmańską muzykę harfową nowymi formami i eksperymentami. Najznaczniejszym spośród innowatorów był utalentowany dworzanin Myawaddy Mingyi U Sa (1766–1853), który zaadaptował repertuar muzyki syjamskiej dla birmańskiego audytorium, dokonał przeróbki syjamskiej wersji Ramajany, nazywanej Ramakien, na birmański epos Enaung-zat i skomponował muzykę na harfę do jego wykonywania, a także rozwinął cały nowy gatunek muzyki harfowej pod nazwą "Yodaya" (birmańskie określenie Ayutthayi).  Pomysłem U Sa było zwiększenie liczby strun harfy z siedmiu do trzynastu, dzięki czemu jej dźwięki objęły dwie i pół oktawy – C3 do F5 . Harfista ostatniego dworu dynastii Konbaung, Maung Maung Gyi, dodał czternastą strunę . Ba Than, harfista z okresu po odzyskaniu niepodległości przez Birmę, skonstruował saunga mającego 16 strun .
W XVIII wieku instrument został wprowadzony do użytku na dworze chińskiej dynastii Qing pod nazwą zonggaoji (transliteracja "saung-gauk" na chiński, 总稿机).

## Muzyka i muzycy

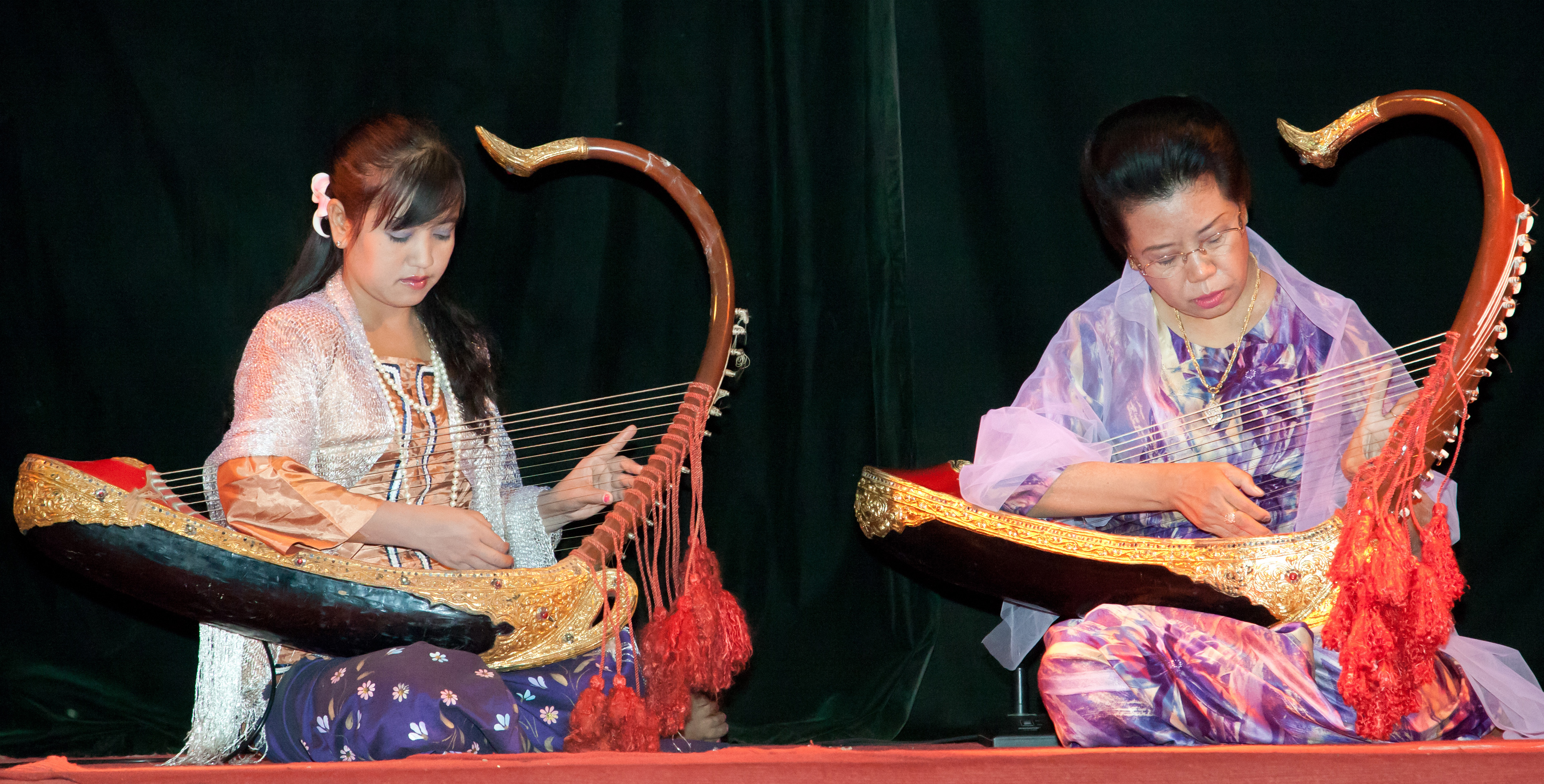
Dwie harfistki grające na saungach podczas występu w Mandalaj.

Aż do początku XIX wieku harfa birmańska używana była jedynie do wykonywania utworów muzyki kameralnej na dworze królewskim, na którym dzierżyła pozycję najbardziej cenionego spośród dworskich instrumentów . Później saung zyskał sobie popularność w szerokich kręgach społeczeństwa, jednak ciągle służy wykonaniom muzyki jedynie w bardziej intymnych, kameralnych warunkach.
Muzyce saunga towarzyszy zwykle śpiew (czy bardziej poprawnie – harfa akompaniuje śpiewakowi), przy czym to harfa dostraja się do śpiewaka, który kontroluje czas za pomocą dzwonka i grzechotki wskazując harfiście tempo.
Klasyczna birmańska skala muzyczna zbudowana jest inaczej od skali zachodnich i uważa się, że pochodzi od opadającej skali pięciotonowej. Opinia ta jest prawdziwa jedynie w przybliżeniu, gdyż saung jest tradycyjnie strojony odmiennie dla każdej z czterech różnych tonacji klasycznej muzyki birmańskiej.
Ostatnio, pod przemożnym wpływem muzyki zachodniej, wielu birmańskich harfistów dostraja się do zachodniej skali diatonicznej i coraz mniej śpiewaków potrafi w pełni swobodnie używać tradycyjnych tonacji.
Muzyka birmańska nie była zapisywana w postaci nut – zapisywano jedynie tekst pieśni, a interpretacja muzyki przekazywana była przez kolejne pokolenia z nauczyciela na ucznia. Ostatnim i najsłynniejszym dworskim harfistą był U Maung Maung Gyi (1855–1933), który rozpoczął służbę na dworze króla Mindona w wieku 13 lat by otrzymać później tytuł "Deiwa-Einda" (Niebiański Muzyk), pod którym jest obecnie znany.  Wykształcił on wielu muzyków, którzy później także zostali doskonałymi artystami. Artystyczne rodowody współczesnych harfistów można prześledzić aż do Deiwa-Eindy i innych muzyków z dworu w Mandalaj.
Po aneksji Birmy przez Brytyjczyków i upadku królewskiego dworu w Mandalaj, birmańska dworska kultura i tradycje były przez pewien czas podtrzymywane na dworze saopha Thipaw, szańskiego państwa najbliższego Mandalaj geograficznie i pod względem kulturowym. Z Thipaw pochodzili słynni harfiści U Hpu Gyaung i Sao Mya Aye Kyi.

## Odniesienia w kulturze
W roku 1956 japoński reżyser filmowy Kon Ichikawa uzyskał nominację do nagrody Oscara za swój antywojenny film zatytułowany Harfa birmańska, którego akcja dzieje się w Birmie podczas II wojny światowej. Głównym bohaterem jest japoński żołnierz, który pod wpływem strasznych przeżyć wojennych zostaje buddyjskim mnichem. Gra on na saungu. Jednak w ścieżce dźwiękowej głos saunga został usunięty i zastąpiony nagraniem klasycznej europejskiej harfy.

### Nagrania dźwiękowe
- The Burmese Saung Sample – Przykładowe nagranie gry harfy birmańskiej
- Przykładowe nagranie gry na saungu Saung U Thana, słynnego birmańskiego harfisty

### Pozostałe
- The Burmese Saung Gauk – na stronie umieszczono zdjęcie, informacje i przykładowe nagranie
- Myanmar Harp – An Earliest Myanmar Musical Instrument – Historia saunga
- Harp History – Historia saunga i innych harf